# Pierre Soulages
Pierre Soulages (francês: [sulaʒ]; 24 de dezembro de 1919 - 26 de outubro de 2022) foi um pintor, gravador e escultor francês. Nasceu em Rodez, Aveyron.
Soulages ficou conhecido como "o pintor do preto", devido ao seu interesse por esta cor, "tanto como cor quanto como não-cor. Quando a luz é reflectida no preto, ela transforma-o e transmuta-o. Abre um campo mental próprio." Via a luz como um material de trabalho; as estrias da superfície negra das suas pinturas permitem que reflectissem a luz, fazendo com que o preto saísse da escuridão para o brilho, tornando-se assim uma cor luminosa.
Soulages produziu 104 vitrais para a arquitetura românica da Igreja da Abadia de Sainte-Foy em Conques de 1987 a 1994. Recebeu prêmios internacionais, e o Louvre em Paris realizou uma retrospectiva das suas obras por ocasião do seu centenário, em 2019.
Em 1979, Pierre Soulages foi nomeado Membro Honorário Estrangeiro da Academia Americana de Artes e Letras.
Soulages foi o primeiro artista vivo convidado a expor no Museu Hermitage de São Petersburgo, na Rússia, e mais tarde na Galeria Tretyakov de Moscovo (2001).
Em 2014, o Presidente francês François Hollande descreveu-o como sendo "o maior artista vivo do mundo".
Em 2015, recebeu a Grã-Cruz da Legião de Honra.
Soulages morreu em 26 de outubro de 2022 em Nîmes, França, aos 102 anos.
As suas obras encontram-se nos principais museus de arte do mundo, e há um museu dedicado à sua vida e obra na sua cidade natal, Rodez.